# 천지의 괴물
천지의 괴물(天池의 怪物)은 백두산 천지에 산다고 하는 호수 괴물을 일컫는 말이다. 괴물 20마리를 봤다고 하는 목격담도 있다. 괴물이 실존하는지에 대해서는 확실히 밝혀진 바가 없으나, 여러 목격담이 존재한다. 문헌상으로는 1903년에 처음 기록되었다. 이에 따르면 괴물은 목 길이 1.5 m 정도에 사람과 비슷하게 머리가 둥글고 물소처럼 생겼다고 다.

## 등장
백두산 천지에서 괴물을 목격했다는 이야기는 청나라 때로 거슬러 올라간다. 사냥꾼 4명이 머리에 뿔이 달리고 목이 길며 머리가 큰 황금빛동물이 천지에서 솟아오른 것을 보고 신고했다. 이 때문에 천지는 용호(龍湖)라고 불리기도 했다. 근래에 들어서는 1960년대 초 지린성 기상국 직원인 저우펑잉이 천지에서 머리가 개처럼 생긴 괴물을 목격했다고 주장한 이후 목격자가 늘고 있다.
1980년 9월 연변일보는 길이 2 m에 머리는 물뱀 같고 짧은 다리 4개가 달린 천지 괴물의 목격담을 싣기도 했다. 1990년대 들어서도 괴물 목격담은 끊임없이 나왔다. 1994년 9월에는 중국 지린성 연변 조선족 자치주 관리들이 호수에서 빠르게 움직이는 괴물을 목격했다고 주장했다. 이들은 머리가 황갈색인 이 괴물이 움직일 때 거대한 파도가 2 m나 치솟았고, 이동 속도는 사람의 빠른 걸음 정도였다고 밝혔다. 2000년 10월과 2002년 7월에도 천지에서 물방울을 튀기며 빠른 속도로 움직이는 괴물을 보았다는 등 천지 괴물에 대한 목격담이 줄기차게 이어졌다.

## 평가
지금까지 백두산 천지에서 괴물을 촬영했다며 공개된 사진이나 동영상이 제법 있지만, 대부분이 원거리에서 찍힌 탓에 형체가 불분명해 실체에 대해서는 논란이 분분하다.
과학자들은 100여 년 전에 백두산이 분화했다는 기록이 있고 천지가 연중 대부분 얼기 때문에 생명체가 살기에는 적당하지 않은 환경이라는 점을 들어, 천지 특유의 자연현상이나 백두산 유역에서 서식하는 동물을 괴물로 착각했을 가능성이 크다고 여긴다.

## 같이 보기
- 호수 괴물
- 이무기
- 오고포고
- 네스 호의 괴물
- 미확인동물학(신비동물학)

## 참고 자료
- 「미스터리 사이언스」, 신화 속 괴생명체의 실체를 밝힌다, 파퓰러사이언스 저, 양문출판사(2011년, 49~51p)